# Tibiovalgus perplexus
Tibiovalgus perplexus är en skalbaggsart som beskrevs av Jan Krikken 1978. Tibiovalgus perplexus ingår i släktet Tibiovalgus och familjen Cetoniidae. Inga underarter finns listade i Catalogue of Life.